# Jan van Os

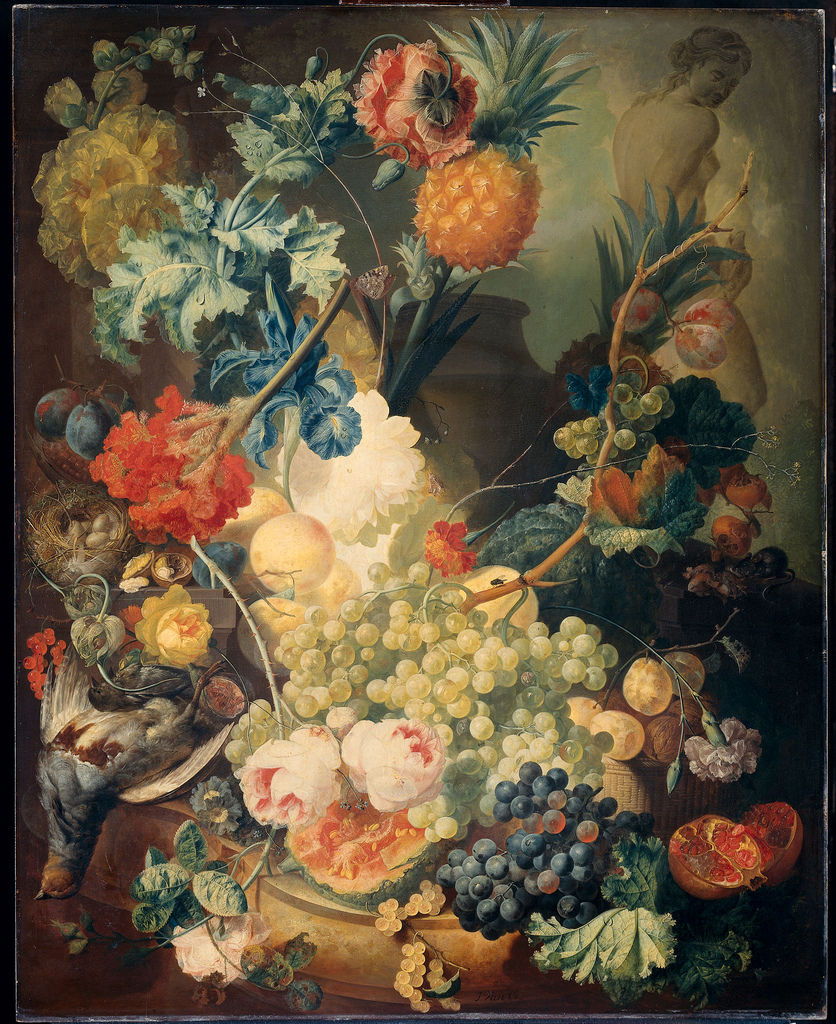
Martwa natura z kwiatami, owocami i drobiem, 1774, Rijksmuseum, Amsterdam

Jan van Os (ur. 23 lutego 1744 w Middelharnis, zm. 7 lutego 1808 w Hadze) – holenderski malarz martwych natur.
Uczył się pod kierunkiem Aerta Schumana, początkowo malował mariny i nadmorskie pejzaże inspirując się twórczością Jana van de Cappelle i Willema van de Velde. Później zainteresował się martwymi naturami i uzyskał międzynarodową renomę. Wystawiał w Society of Arts w Londynie w latach 1773-1791,  we Francji i Niemczech. Jego prace odznaczają się wrażliwością i stosowaniem bogatych efektów świetlnych. Artysta chętnie wprowadzał elementy egzotyczne (np. ananas), budował piramidy ze spiętrzonych owoców i kwiattów ułożonych na marmurowych płytach. Kompozycje uzupełniały przedstawienia owadów, muszli, żywych lub martwych ptaków. W tle pojawiały się delikatne zarysy pejzażu, antycznych ruin lub rzeźb.
W 1775 Jan van Os ożenił się z głuchoniemą Zuzanną de La Croix, córką francuskiego portrecisty Pierre`a Frédérica de la Croix (1709-82), także głuchoniemego. Ich dwaj synowie Pieter Gerardus (1776-1839) i Georgius (1782-1861), córka Maria Margaretha (1780-1862), oraz wnuk Pieter Frederik van Os (1808-1892) także byli malarzami.